# Utopie

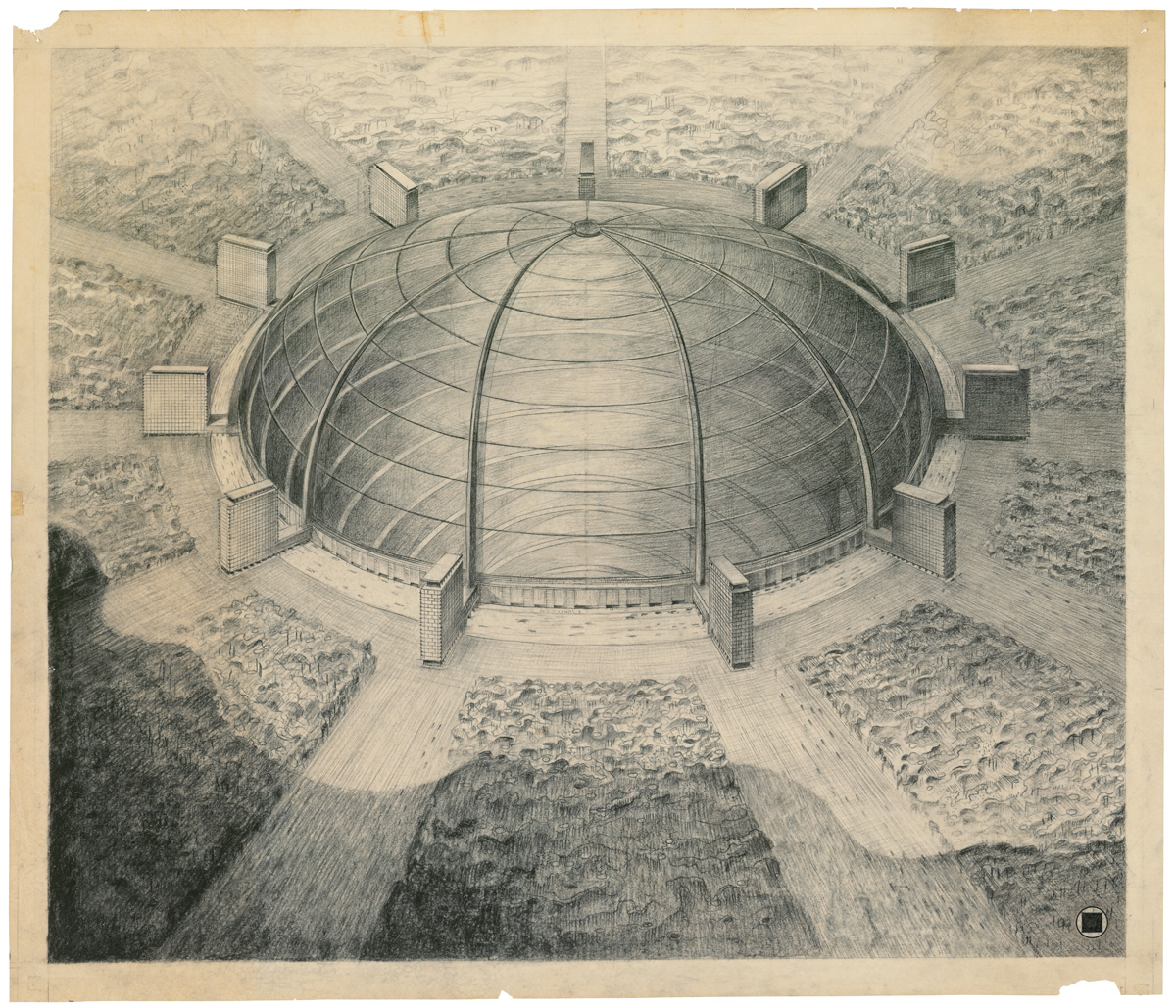
15 mile în interiorul Pământului — proiect utopic din 1944 al olandezului H.Th. Wijdeveld — Het Nieuwe Instituut (Sursa, Flickr)

 Utopia , în sensul cel mai larg al termenului se referă la tentativa umană de a crea o societate perfectă, care nu există (încă). Ideile care ar putea schimba radical lumea noastră sunt denumite, adesea, utopice. "Utopie", în sens ușor peiorativ, desemnează orice idee prea avansată, prea optimistă sau lipsită de realism, care pare la un moment dat imposibil de realizat (himeră). Termenul se referă, mai ales, la agregări de indivizi care s-au strâns împreună pentru a crea asemenea societăți (societăți utopice, secte, falansteruri).

## Specia literară

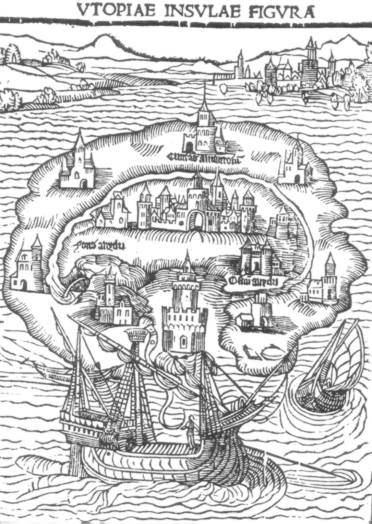
Coperta Utopiei lui Thomas More, 1516. Cartea descrie o societate insulară fictivă, la prima vedere perfectă.

În literatură se referă la orice descriere literară a unei asemenea societăți perfecte. Termenul a fost folosit inițial de Thomas Morus în romanul său publicat în secolul al 16 lea, Utopia. Titlul original al cărții era în limba latină De Optimo Respublicae Statu deque Nova Insula Utopia (circa 1516).
Etimologic, în limba greacă titlul cărții se traducea prin "ou-topos", ceea ce înseamnă "fără loc", "niciunde". Utopie e un cuvânt telescopat, căci unește sensurile a două cuvinte, outopia (fără loc) și eutopia (loc bun). În contextul original, cuvântul nu avea nici un sens conotativ. Treptat s-a specializat și a ajuns să desemneze o specie a genului fantastic.

### Termeni cu legături semantice
Cercetătoarea Ruth Levitas este cea care a stabilit pentru prima oară aceasta categorisire:
- Anti-utopia pune sub semnul întrebării morala, practica sau validitatea unei utopii
- Distopie e o utopie negativă .
- Eutopia e o utopie pozitivă , sinonim parțial cu termenul "utopie".
- Heterotopia, "celălalt loc", are posibilități reale sau imaginare (a e un amestec de escapism utopic și de trasformarea a unor virtualități în realitate - exemplu: cyberspațiul din filmul Matrix.
- Arcadia
- Cockaygne.

## Istoria utopiei
Thomas Morus a descris o societate complet organizată pe baze raționale, descoperită de un exploratort fictiv, Raphael Hythlodaeus.
Utopia lui Morus se baza pe o republică, unde toate proprietățile erau comune. Ea constituia o versiune perfecționată a Republicii, descrisă inițial de Platon în care existau numai părțile bune ale unei societăți, de exemplu egalitatea perfectă sau lipsa războielor, în timp ce relele fuseseră deja eradicate, de exemplu sărăcia, mizeria, boala. Era o societate cu legi puține, care nu avea avocați și nu-și trimitea cetățenii la război, căci armata ei se baza pe mercenari recrutați din țări vecine.
Thomas Morus, un laic foarte credincios, care a dorit să devină preot, s-a inspirat probabil din structura organizatorică a mănăstirilor. Thomas Morus a trăit în perioada când Renașterea începea să pătrundă în Anglia, iar vechile idealuri medievale, inclusiv cel monastic erau in declin. Unele idei ale lui Thomas Morus reflectă o nostalgie pentru trecutul medieval. Cartea lui a servit fondării societăților Iezuiți care au înființat asa numitele Reducciones, folosite pentru creștinarea și civilizarea indienilor Guarani.
Cartea sa s-a bucurat de un succes uriaș astfel încât cuvântul și-a lărgit sensul inițial și a început să desemneze concepte, modele societale, propuneri etc. Din acest motiv fiecarea autor care propune o utopie e un critic implicit al lumii în care trăiește  și ar vrea ca aceste elemente negative pe care le critică să dispară într-o lume imaginară. De obicei lucrurile dintr-o utopie sunt radicale, revolutionare, inspiraționale sau speculative. Astfel termenul de utopie a devenit un echivalent al idealismului.

## Tipuri de utopii

### Utopiile economice
La începutul secolului al XIX-lea au apărut multe idei utopice, create de problemele din creșterea naturală a capitalismului. Ele sunt cunoscute sub denumirea de "socialism utopic" și militau pentru: o distribuire egalitaristă a produselor, abolirea banilor, cetățenii trebuiau să facă doar o muncă plăcută pentru binele comun, și care să le lase timp pentru a se cultiva într-un domeniu artistic sau științific. Exemplul clasic îl constituie cartea lui Edward Bellamy Privind înapoi. Marxismul a atacat în modul cel mai dur cu putință asemenea utopii economice.
Utopiile pot avea diferite orientări ideologice; de exemplu cartea lui Robert Heinlein Luna este o amantă dură, prezintă o utopie individualistă și libertariană. Utopille capitaliste se bazează pe economii libere.

### Utopiile politice sau istorice
O utopie a păcii planetare este considerată adesea unul dintre sfârșiturile istoriei.
Sparta a fost un exemplu de stat militarist utopic fondat de Lycurg (deși în special atenienii ar fi putut să-l considere un stat distopic). A dominat spațiul grecesc până când a fost învinsă de Tebani în bătălia de la Leuctra.

### Utopiile religioase
Ideile creștine sau islamice ale Grădinii Paradisului și Raiului au tendința să devină utopii în forma lor populară. Într-un sens similar conceptul budist de Nirvana poate fi considerat o utopie religioasă. Asemenea locuri paradisiace sunt un argument esențial pe care religiile îl folosesc pentru convertirea de noi adepți. În SUA au existat societăți utopice cu profil religios, dintre care se pot aminti Quakerii. Mai există o astfel de biserică întemeiată în 1830 de Joseph Smith, care în ziua de azi are mai mult de 12.000.000 de membri în toată lumea, chiar și în România. Membrii acestei biserici (Biserica lui Isus Hristos a Sfinților din Zilele din Urmă) sunt mai cunoscuți sub porecla de Mormoni.

### Utopiile tehnologice sau științifice
Acestea au loc de obicei în viitor, când, se crede că standarde avansate ale științei și tehnologiei vor transforma lumea după standarde utopice; vor elimina moartea și suferința; vor schimba natura umană și condiția umană. Un exemplu notabil este opera scriitorului scoțian Iain M. Bank, Cultura. O altă viziune este cea pesimistă, în care avansul științific va conduce în mod inevitabil la extincția rasei umane. O asemenea utopie recomandă precauție în abordarea noilor tehnologii (deși aceasta se suprapune cu distopia).

## Exemple de utopii
- Dialogul lui Platon, Republica (400 i.H.) Republica imaginată de Platon e o utopie politică, o descriere a unei societăți conduse de regi filozofi.
- Cetatea lui Dumnezeu de Augustine din Hippo, ( 413–426)
- Utopia  de Thomas Morus, (1516).
- Anatomia melancoliei de Robert Burton, în prefața cărții este descrisă o societate utopică,(1621)
- Cetatea Soarelui de Tommaso Campanella,(1623)
- Noul Atlantis de Francis Bacon,(1627)
- Oceana de James Harrington,(1656)
- Capitolul din Călătoriile lui Gulliver de Jonathan Swift în care Gulliver îi descrie pe Houyhnhms, desi e in contrast cu distopia reprezentată de Yahoos, care, evident, îi simbolizează pe oameni, (1726)
- Călătorie în Icaria de Etienne Cabet, (1840)
- Erewhon de Samuel Butler, (1872)
- Privind înapoi de Edward Bellamy, (1888),
- Freiland de Theodor Hertzka,(1890)
- Știri de niciunde de William Morris, (1891),
- Utopia, Limited de Gilbert and Sullivan, o operetă, (1893)
- Intermere de Wiliam Alexander Taylor, (1901)
- Un numar mare de cărți scrise de H.G. Wells, inclusiv romanul O utopie modernă (1905)
- Herland de Charlotte Perkins Gilman,(1915), ;
- Brave New World de Aldous Huxley, (1932) un exemplu de satiră pseudo-utopică (vezi și distopie). O altă carte a sa, Insula  (1962), e mai aproape de utopia pozitivă, (1932)
- Shangri-La' din Orizontul pierdut de James Hilton (1933)
- Islandia de Austin Tappan Wright,(1942),
- Walden doi de B. F. Skinner, (1948)
- Norul lui Magellan de Stanisław Lem,(1955)
- Nebuloasa din Andromeda, de Ivan Efremov, utopia comunistă clasică, (1957)
- Star Trek serial de science fiction TV de Gene Roddenberry, seria (1966)
- Deposedații roman de science fiction scris de Ursula K. Le Guin,(1974).
- Femei la marginea timpului de Marge Piercy, (1976)
- Ecotopia de Ernest Callenbach, (1975)
- The Trilogia celor trei Californii (in special Marginea Pacificului (1990)) și Trilogia Marțiană de Kim Stanley Robinson
- Povestirile din antologia Future Primitive: The New Ecotopias (1994), editată de Kim Stanley Robinson
- The Matrix (1999), un film de frații Wachowski, descrie realitatea virtuală controlată de inteligența artificială ca și agentul Smith. Smith spune ca prima matrice a fost o utopie, însă oamenii nu au crezut-o și au respins-o pentru că ei "își defineau realitatea prin suferință". Astfel, matricea a fost recreată pentru a stimula civilizația umană cu toate suferințele acesteia.
- Tratat despre luciditate de José Saramago, (2004), descrie un oraș unde la niște alegeri se înregistrează 83% voturi nule.
- Dinotopia, serial TV, (1992)

## Jocuri utopice pe computer
- Neopets, un joc in Neopia, o utopie.
- Utopia (joc).